# Wäschebach (Wester)
Der Wäschebach ist ein Bach im Südosten von Warstein, Kreis Soest. Er ist ein gut fünf Kilometer langer, rechter und südöstlicher Zufluss der Wester (im Oberlauf auch  Wäster genannt). Nach dem Zusammenfluss mit dem Schwellenbach trägt der Bach die Bezeichnung Range.

## Geographie

### Verlauf
Der Wäschebach entspringt im Arnsberger Wald und fließt nach Norden ab. Er verschwindet zwischenzeitlich in einem Ponor im Südosten des Naturschutzgebiets Liethöhle und Bachschwinden des Wäschebaches und östlich des Gewerbegebiets Erkenbruch. Er tritt etwas weiter nordwestlich wieder zutage. Etwa 200 Meter weiter westlich verschwindet der Schwellenbach ebenfalls in einem Ponor. Unter dem Namen Range mündet er weiter abwärts in Warstein in die dort noch Wäster genannte Wester.

### Zuflüsse
- Schwellenbach (links), 1,6 km